# Verena Huber-Dyson
Verena Huber-Dyson, née Verena Esther Huber le 6 mai 1923 à Naples et morte le 12 mars 2016 à Bellingham, est une mathématicienne suisse, connue pour son travail sur la théorie des groupes et la logique mathématique.

## Travaux
Ses recherches portent sur l'indécidabilité dans la théorie des groupes. Elle s'est consacrée à l'interprétation des théorèmes de Gödel.

## Publications
- (en) Gödel's theorems : a workbook on formalization, Stuttgart et Leipzig, B. G. Teubner, coll. « Teubner-Texte zur Mathematik » (no 122), 1991, 292 p. (ISBN 3-8154-2023-7).
- avec Klaus Roggenkamp (de) : Lattices over Orders I, Lecture Notes in Mathematics 115,  Springer-Verlag 1970